# Aeroportul Internațional Xoxocotlán
Aeroportul Internațional Xoxocotlán (IATA: OAX, ICAO: MMOX) este un aeroport din Oaxaca, Oaxaca de Juárez Municipality⁠(d), Oaxaca, Mexic ce deservește zona Oaxaca. Aeroportul a fost tranzitat în 2023 de 1.693.042 de pasageri.
Situat la o altitudine de 1.521 m, aeroportul dispune de o singură pistă. Este operat de Grupo Aeroportuario del Sureste⁠(d).